# Atomové ponorky vyplouvají
Atomové ponorky vyplouvají je román sovětského spisovatele Viktora Aleksandroviče Usťjanceva.
Do češtiny byl román přeložen z ruského originálu Atomnyje vychoďat na orbitu, vydaného nakladatelstvím Sovetskaja Rossija v Moskvě v roce 1979. Překlad do češtiny pořídil Josef Vlášek. Atomové ponorky vyplouvají vydalo nakladatelství a distribuce knih Naše vojsko n. p. v Praze v roce 1985 jako svou 5465. publikaci. Obálku podle osnovy Pavla Broma navrhl Jiří Petráček. Odpovědným redaktorem byl Petr Balajka, technickým redaktorem Petr Husák, redaktorem beletrie v Našem vojsku Antonín Hendrych. Výtvarnou redaktorkou byla Larisa Dašková. Román vyšel jako 75. svazek knižnice Edice statečnosti a odvahy (ESO) v nákladu 50 000 výtisků.
Román oslavuje sovětské námořníky, kteří na ponorkách vykonají plavbu kolem světa bez vynoření na hladinu.